# Literaire School van Preslav
De Literaire School van Preslav (Literaire School van Pliska) (Bulgaars: Преславска книжовна школа) was de eerste literaire school in Bulgarije. Ze is in 885 or 886 gesticht door tsaar Boris I van Bulgarije in de toenmalige Bulgaarse hoofdstad Pliska. In 893 verhuisde tsaar Simeon I de school naar de nieuwe Bulgaarse hoofdstad Preslav.
De Literaire School van Preslav was het belangrijkste literaire en culturele centrum van Bulgarije en alle Slaven tot de verovering en vernietiging van Preslav in 972 door de Byzantijnse keizer Johannes I Tzimisces. Enkele prominente Bulgaarse schrijvers en onderzoekers werkten in de school, waaronder Naum van Preslav (tot 893) en Constantijn van Preslav. 
De school was ook een centrum voor vertalingen, vooral van Byzantijnse schrijvers, maar ook van poëzie, schilderkunst en geschilderd keramiek. De school had een sleutelrol in de ontwikkeling van het Cyrillisch alfabet, de eerste Cyrillisch inscripties zijn ook gevonden in de buurt van Preslav.